# Adam Korol
Adam Marek Korol (Gdańsk, 20 augustus 1974) is een Pools voormalig roeier. Hij maakte zijn debuut met een 23e plaats in de dubbel-twee tijdens de wereldkampioenschappen roeien 1995. Een jaar later maakte Korol zijn olympische debuut met een dertiende plaats in de dubbel-twee, tijdens de Olympische Zomerspelen 1996. Vier jaar later behaalde Korol de zesde plaats in de dubbel-twee tijdens de Olympische Zomerspelen 2000. Na afloop van de deze Spelen stapte Korol over naar de dubbel-vier. Hij won tijdens de wereldkampioenschappen roeien 2002 en 2003 een bronzen en een zilveren medaille. Tijdens de Olympische Zomerspelen 2004 bleef Korol met een vierde plaats net buiten de medaille. Hij domineerde samen met Michał Jeliński, Marek Kolbowicz en Konrad Wasielewski de dubbel-vier in de periode van 2005 tot en met 2009. Samen wonnen ze vier opeenvolgende wereldtitels en de olympische titel tijdens de Olympische Zomerspelen 2008. Korol sloot zijn carrière af met een zesde plaats in de dubbel-vier tijdens de Olympische Zomerspelen 2012.

## Resultaten
- Wereldkampioenschappen roeien 1995 in Tampere 23e in de dubbel-twee
- Olympische Zomerspelen 1996 in Atlanta 13e in de dubbel-twee
- Wereldkampioenschappen roeien 1997 in Aiguebelette-le-Lac 5e in de dubbel-twee
- Wereldkampioenschappen roeien 1998 in Keulen  in de dubbel-twee
- Wereldkampioenschappen roeien 1999 in St. Catharines 11e in de dubbel-twee
- Olympische Zomerspelen 2000 in Sydney 6e in de dubbel-twee
- Wereldkampioenschappen roeien 2001 in Luzern 6e in de dubbel-vier
- Wereldkampioenschappen roeien 2002 in Sevilla  in de dubbel-vier
- Wereldkampioenschappen roeien 2003 in Milaan  in de dubbel-vier
- Olympische Zomerspelen 2004 in Athene 4e in de dubbel-vier
- Wereldkampioenschappen roeien 2005 in Kaizu  in de dubbel-vier
- Wereldkampioenschappen roeien 2006 in Eton  in de dubbel-vier
- Wereldkampioenschappen roeien 2007 in München  in de dubbel-vier
- Olympische Zomerspelen 2008 in Peking  in de dubbel-vier
- Wereldkampioenschappen roeien 2009 in Poznań  in de dubbel-vier
- Olympische Zomerspelen 2012 in Londen 6e in de dubbel-vier

1976: Wolfgang Güldenpfennig & Rüdiger Reiche & Karl-Heinz Bußert & Michael Wolfgramm ·
1980: Frank Dundr & Carsten Bunk & Uwe Heppner & Martin Winter ·
1984: Albert Hedderich & Raimund Hörmann & Dieter Wiedenmann & Michael Dürsch ·
1988: Agostino Abbagnale & Davide Tizzano & Gianluca Farina & Piero Poli ·
1992: André Willms & Hajek & Steinbach & Stephan Volkert] ·
1996: André Steiner & Stephan Volkert & Andreas Hajek & André Willms ·
2000: Agostino Abbagnale & Alessio Sartori & Rossano Galtarossa & Simone Raineri ·
2004: Nikolai Spinev & Igor Kravtsov & Aleksei Svirin & Sergej Fedorovstev ·
2008: Michał Jeliński & Marek Kolbowicz & Adam Korol & Konrad Wasielewski ·
2012: Karl Schulze & Philipp Wende & Lauritz Schoof & Tim Grohmann ·
2016: Karl Schulze & Philipp Wende & Lauritz Schoof & Hans Gruhne ·
2020: Dirk Uittenbogaard & Abe Wiersma & Tone Wieten & Koen Metsemakers ·
2024: Koen Metsemakers & Tone Wieten & Finn Florijn & Lennart van Lierop
- Nationale Bibliotheek van Polen: a0000003167842
- Virtual International Authority File: 6545151778229818130004